# Samorząd terytorialny Ukrainy
Samorząd tertytorialny Ukrainy – system podziału terytorialnego Ukrainy określany jest jako trzystopniowy, który dzieli się na obwody (області), rejony (райони) i rady: wiejskie, dzielnicowe i miejskie. Oddzielny status jako jednostki terytorialnej posiada Autonomiczna Republika Krymu, Kijów i Sewastopol.

## Historia
Obecny system podziału terytorialnego powstał w 1932 roku, gdy Ukraina była jedną z republik Związku Socjalistycznych Republik Radzieckich. Zostało wówczas utworzone 7 obwodów przekształcając system z lat 1923–1930, gdzie utworzone było 40 okręgów, podzielonych na 406 rejonów z 29 938 miejscowościami.
Z biegiem lat podział terytorialny ulegał zmianom. Na podstawie danych z 1 stycznia 2016 roku obecnie na Ukrainie są 24 obwody, 490 rejonów, 460 miast (z których 187 mają specjalny status), 111 rejonów w obrębie miast, 885 osiedli typu miejskiego i 28 385 osiedli typu wiejskiego. Od marca 2014 roku Ukraina utraciła kontrolę nad Republiką Autonomiczną Krymu, a od 12 maja 2014 roku także w części obwodów: donieckim i ługańskim, w wyniku ogłoszenia niepodległości przez tzw. Doniecką Republikę Ludową oraz Ługańską Republikę Ludową.
Faktycznie tworzenie samorządu terytorialnego na Ukrainie rozpoczęło się po Euromajdanie, gdy w latach 2014–2015 umożliwiono jednoczenie się hromad i przyznawania im samodzielności finansowej. Historyczne znaczenie miały wybory samorządowe w 2020 roku, gdy mieszkańcy po raz pierwszy wybierali składy nowych, samorządowych hromad i rejonów.

## Struktury władz lokalnych
| Nazwa jednostki terytorialnej | Obwód                         | Rejon                         | Rada                                                      |
| ----------------------------- | ----------------------------- | ----------------------------- | --------------------------------------------------------- |
| Organ przedstawicielski       | Rada obwodowa                 | Rada rejonowa                 | Rada miejska, dzielnicowa lub wiejska                     |
| Sposób wyboru                 | Wybory powszechne             | Wybory powszechne             | Wybory powszechne                                         |
| Kadencja                      | 5 lat                         | 5 lat                         | 5 lat                                                     |
| Przewodniczący zarządu rady   | Przewodniczący Rady obwodowej | Przewodniczący Rady rejonowej | Przewodniczący Rady miejskiej, dzielnicowej lub wiejskiej |

## Struktura władz samorządu na terenach autonomicznych

### Autonomiczna Republika Krymu
Ustawodawca ukraiński mimo wyodrębnienia Krymu jako autonomicznej republiki bardzo silnie podkreśla unitarny charakter państwa. Republika Autonomiczna Krymu składa się z 14 rejonów oraz 16 miast. W skład rejonów wchodzi 56 osiedli typu miejskiego i 957 wsi. Choć od marca 2014 roku Krym stał się podmiotem Federacji Rosyjskiej, de iure dalej jest uznawany jako część terytorium Ukrainy jako Republika Autonomiczna Krymu i miasto o osobnym statusie Sewastopol. Tę tezę podtrzymuje państwo ukraińskie oraz większość innych państw świata.
Funkcjonowanie Autonomiczej Republiki Krymu określa rozdział X Konstytucji Ukrainy.
Sktruktura władzy w ARK jest określona w artykule 136 konstytucji:
„Organem przedstawicielskim Autonomicznej Republiki Krymu jest Rada Najwyższa Autonomicznej Republiki Krymu, do której deputowani wybierani są na podstawie powszechnego, równego i bezpośredniego prawa wyborczego w głosowaniu tajnym. Kadencja Rady Najwyższej Autonomicznej Republiki Krymu trwa pięć lat. Wygaśnięcie kadencji Rady Najwyższej Autonomicznej Republiki Krymu skutkuje wygaśnięciem kadencji jej deputowanych”
Zakres kompetencji republiki określa artykuł 138 konstytucji:
„Do kompetencji Autonomicznej Republiki Krymu należą:
1. zarządzanie wyborów deputowanych do Rady Najwyższej Autonomicznej Republiki Krymu, zatwierdzanie składu komisji wyborczej Autonomicznej Republiki Krymu;
2. organizacja i przeprowadzanie referendów lokalnych;
3. zarządzanie majątkiem należącym do Autonomicznej Republiki Krymu;
4. opracowywanie, przyjmowanie i wykonywanie budżetu Autonomicznej Republiki Krymu zgodnie z jednolitą politykę podatkową i budżetową Ukrainy;
5. opracowywanie, przyjmowanie i realizacja programów Autonomicznej Republiki Krymu w sprawach rozwoju społecznoekonomicznego i kulturalnego, racjonalnego wykorzystania zasobów naturalnych, ochrony środowiska – zgodnie z programami ogólnopaństwowymi;
6. przyznawanie miastu statusu kurortu; określanie stref sanitarnej ochrony kurortów;
7. uczestnictwo w ochronie praw i wolności obywateli, działanie na rzecz zgody narodowej, wspieranie ochrony praworządności i bezpieczeństwa obywateli;
8. zapewnianie funkcjonowania i rozwoju języka państwowego, języków i kultur narodowych w Autonomicznej Republice Krymu; ochrona i użytkowanie zabytków historycznych;
9. współudział w opracowywaniu i realizacji państwowych programów powrotu narodów deportowanych;
10. występowanie z inicjatywą wprowadzenia stanu wyjątkowego i ustanowienia obszarów nadzwyczajnej sytuacji ekologicznej w Autonomicznej Republice Krymu albo na określonych jej obszarach. Ustawy Ukrainy mogą delegować także inne uprawnienia na rzecz Autonomicznej Republiki Krymu”